# 소니 NEX-5R
소니 NEX-5R는 2012년 11월 16일 출시한  소니 E마운트 미러리스 렌즈 교환식 카메라이다. 소니 NEX-5N의 후속이며, 위상차 검출 방식AF와 콘트라스트 AF를 결합한 패스트 하이브리드 AF를 탑재하고 이를 대응 렌즈와 함께 사용할 시 빠른 AF를 지원한다. 또한 무선 LAN 기능을 표준 탑재해, 스마트폰과 연동해 플레이 메모리 카메라 앱을 사용할 수 있다. 액정은 소니 NEX-F3 마찬가지로 셀카 수 있도록 180도 회전이 가능하며, F3 보다 아래로 50도까지 향하도록 변경되었다. 또한 설정을 빠르게 조정할 수 있는 컨트롤 다이얼이 탑재되었으며, 소니 NEX-6와 함께 컴퓨터의 USB로 충전할 수 있는 기능이 추가되었다.

## 같이 보기
- 소니 알파 NEX-5
- 소니 NEX-7